# کلیری (زرآباد)
کلیری، روستایی در دهستان تنبلان بخش کاروان شهرستان زرآباد در استان سیستان و بلوچستان ایران است.

## تصاویر

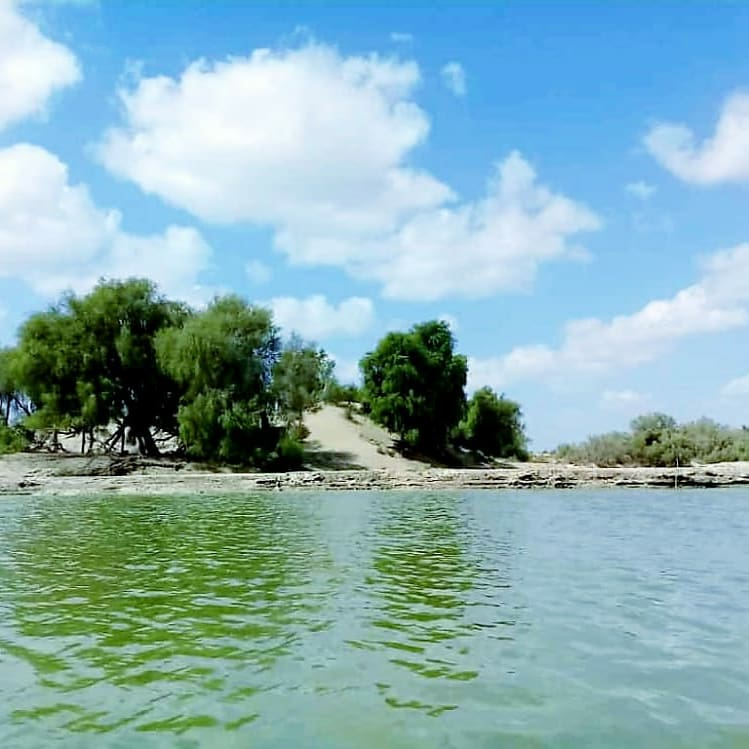
عکسی از آب رودخانه روستای کلیری کاروان

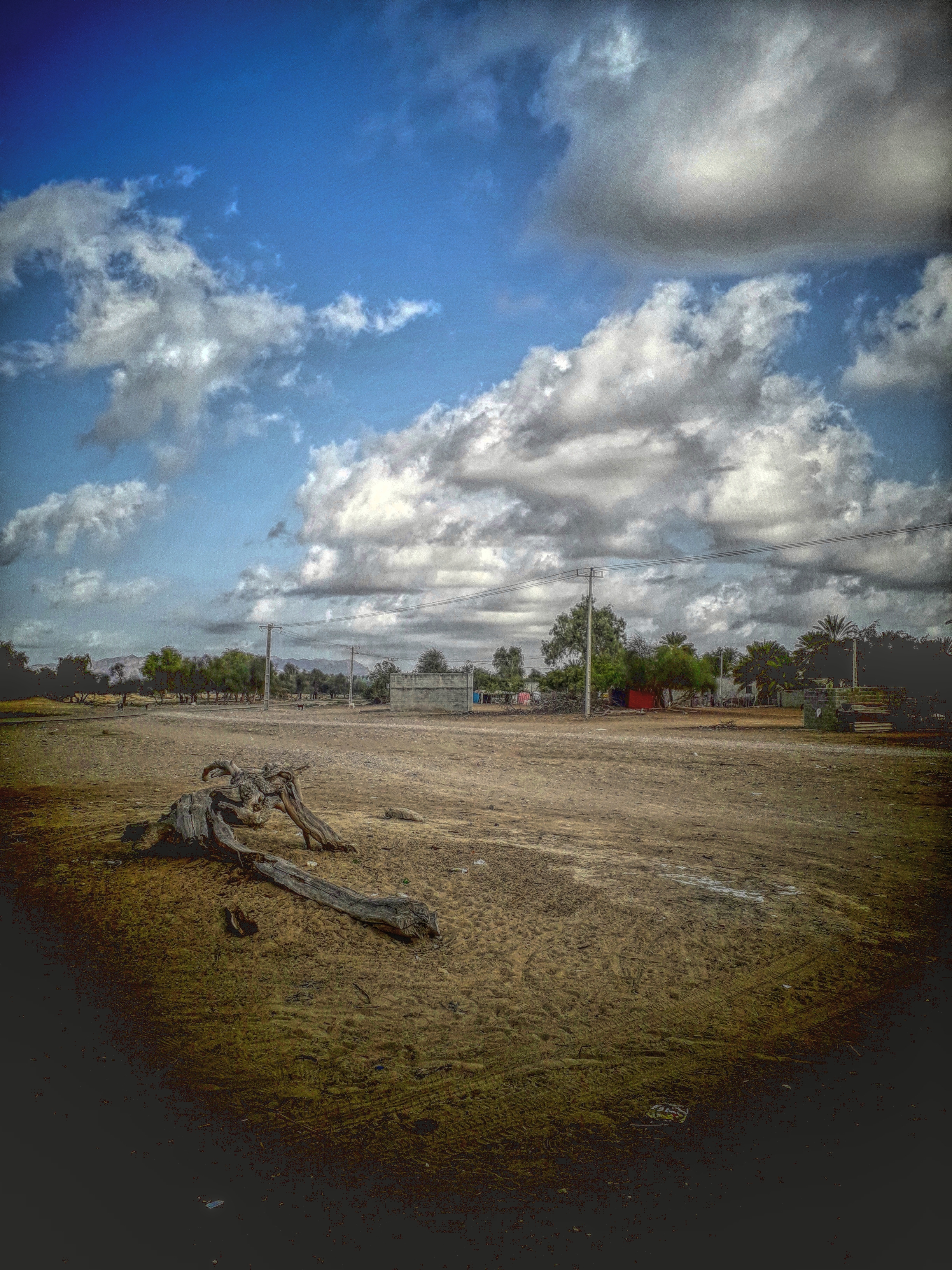
عکس روستای کلیری سال ۱۴۰۱

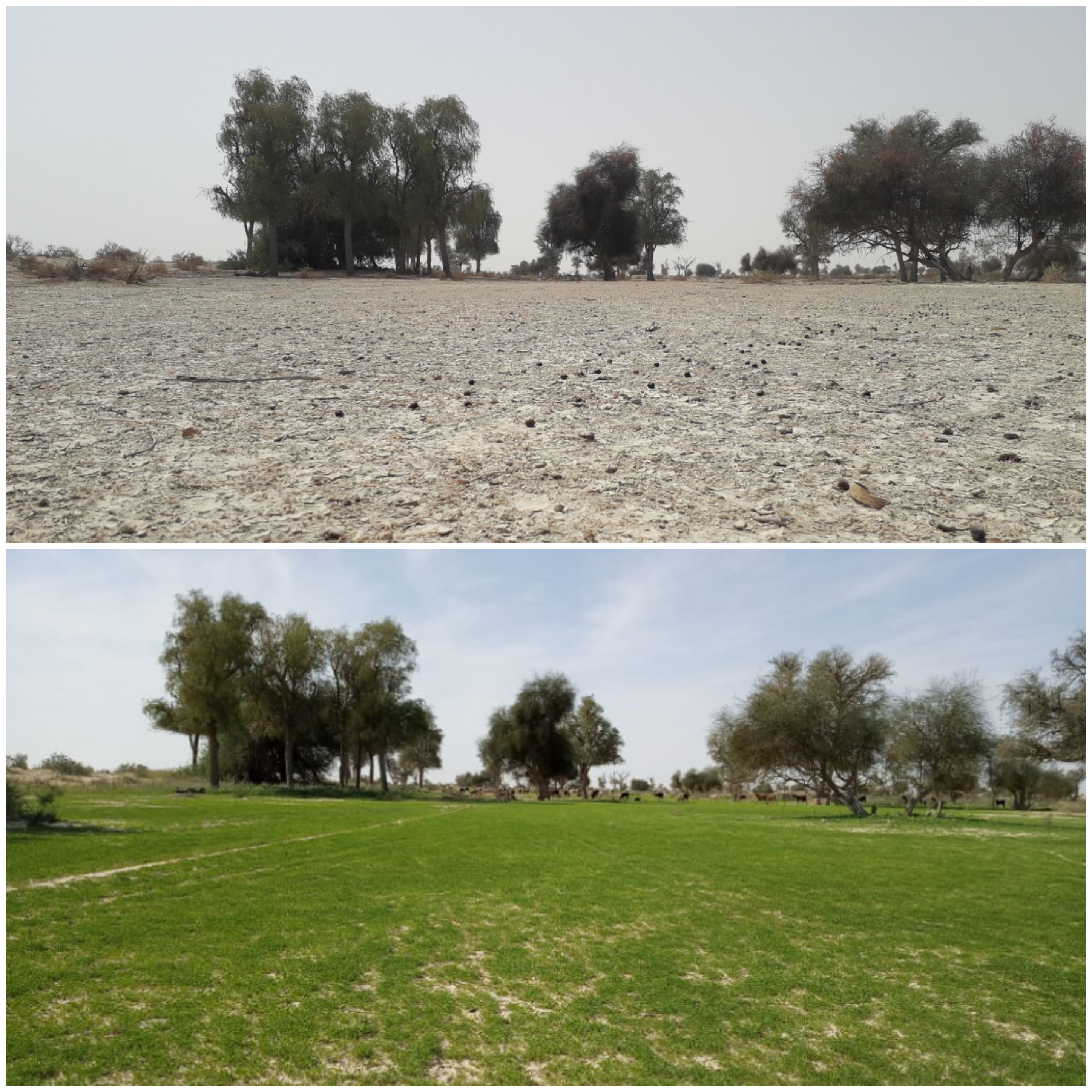
تابستان و زمستان در روستای کلیری

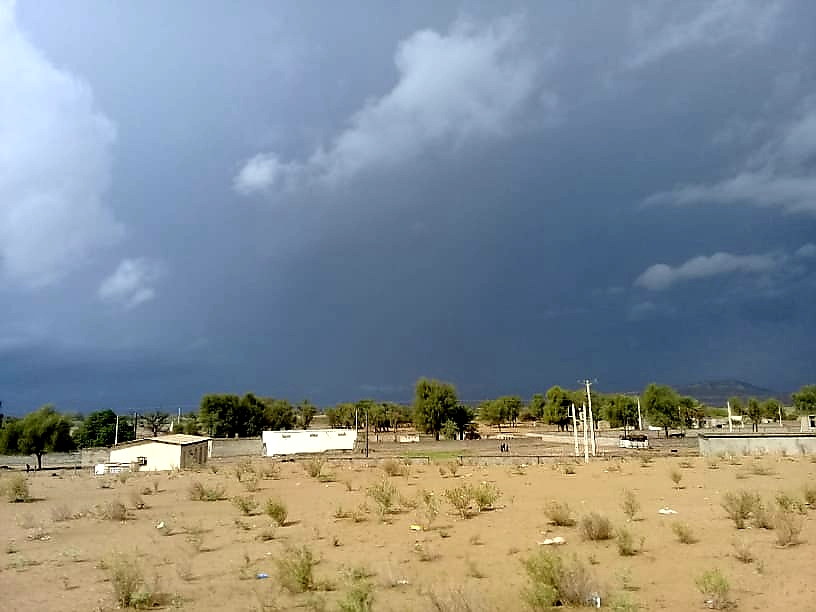
کلیری کاروان

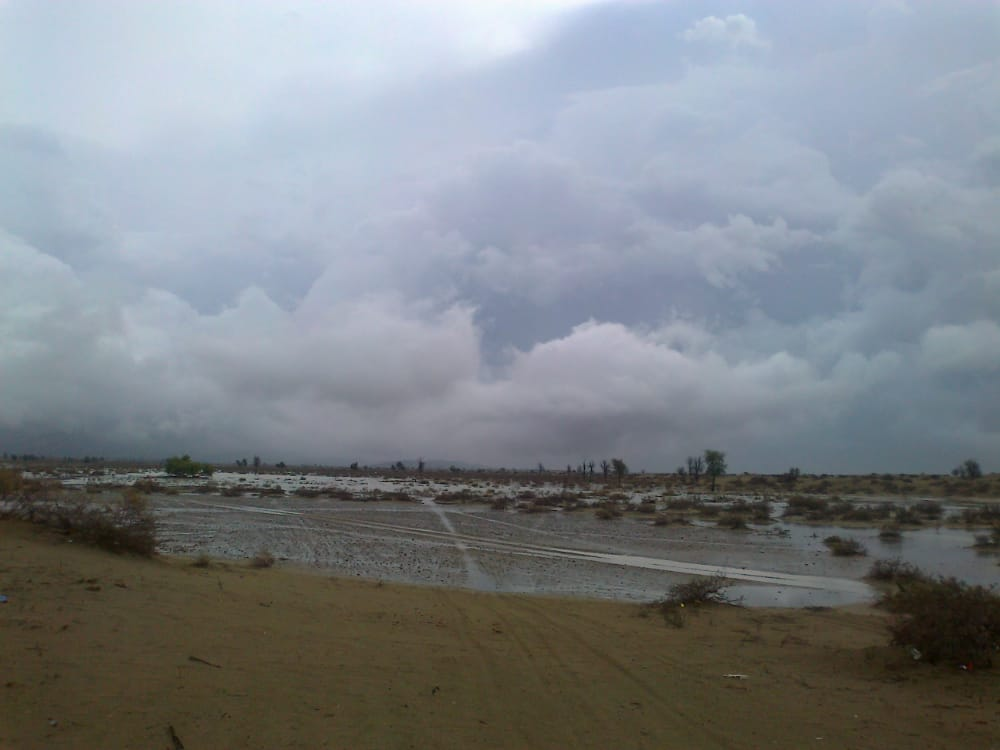
هوای بارانی کلیری

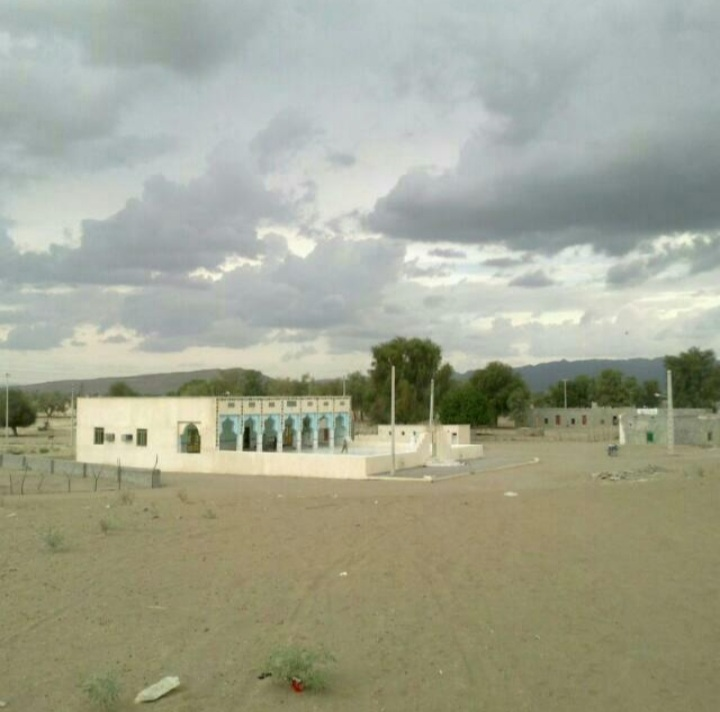
مسجد روستای کلیری

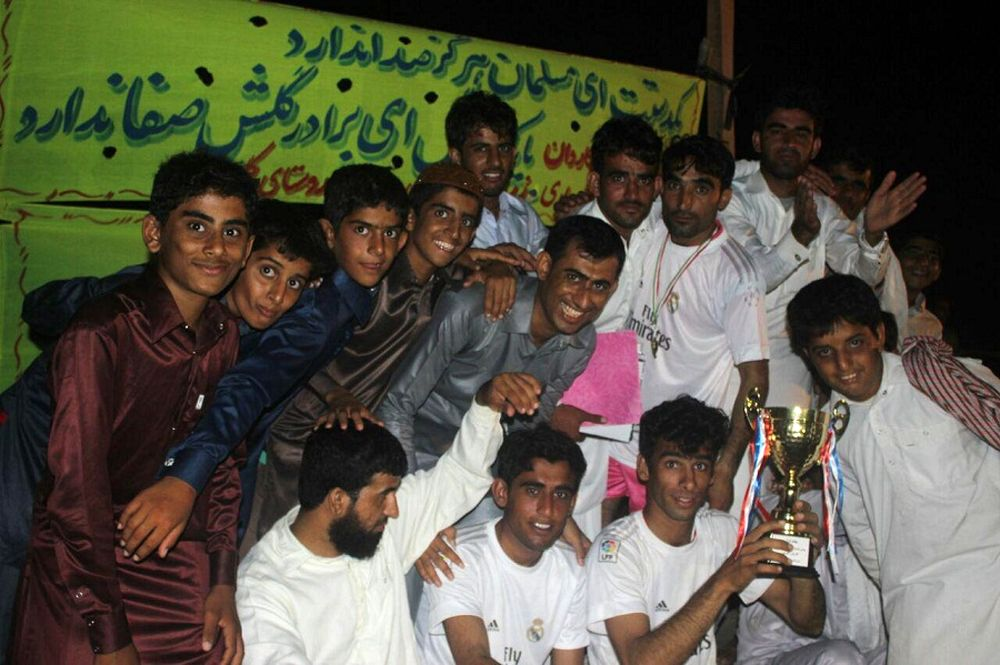
جام اتحاد و همبستگی روستای کلیری

## جمعیت
بر پایه سرشماری عمومی نفوس و مسکن در سال ۱۳۹۵، جمعیت این روستا برابر با ۳۷۵ نفر (۱۱۱ خانوار) بوده‌است.